# Dr. F.M. Wibaut
Dr. F.M. Wibaut is een artistiek kunstwerk in Amsterdam-Zuid. Het betreft een beeldportret van Floor Wibaut. Het is een hoeksteen op de plek waar de bebouwing van het Henriëtte Ronnerplein (even huisnummers) overgaat in dat van de Henriëtte Ronnerstraat. Bijzonder aan het beeld is dat de eerste versie al werd geplaatst tijdens het leven van de politicus. Het beeld refereerde aan zijn wethouderschap.

## Versie 1
De eerste versie werd uitgehakt door Willem IJzerdraat. Het werd op 9 mei 1931 door Wibaut en zijn vrouw Mathilde Berdenis van Berlekom onthuld. Opvallend was daarbij het verschil tussen de keurig gekapte Wibaut in het beeld en de wilde haren van Wibaut "in het echt". Het beeld was een geschenk van de gemeente Amsterdam aan De Dageraad. IJzerdraat had niet geheel de vrij hand. Zijn hoeksteen moest passen op de plek van een bestaande steen, die was gelegd op een van de rondingen, eigen voor de Amsterdamse School waarin het complex De Dageraad is gebouwd. Een deel van dat complex lijkt in het beeld verwerkt te zijn. Het beeld werd tijdens de Tweede Wereldoorlog door vandalen vernield. 

## Tweede versie
De gemeente Amsterdam (loon voor beeldhouwer) en De Dageraad (materiaal- en plaatsingskosten) kwamen rond 1951 tot overeenkomst om een nieuw beeld te bekostigen. De eer werd gegund aan Frits Sieger. Begin april 1952 werd de nieuwe versie onthuld.

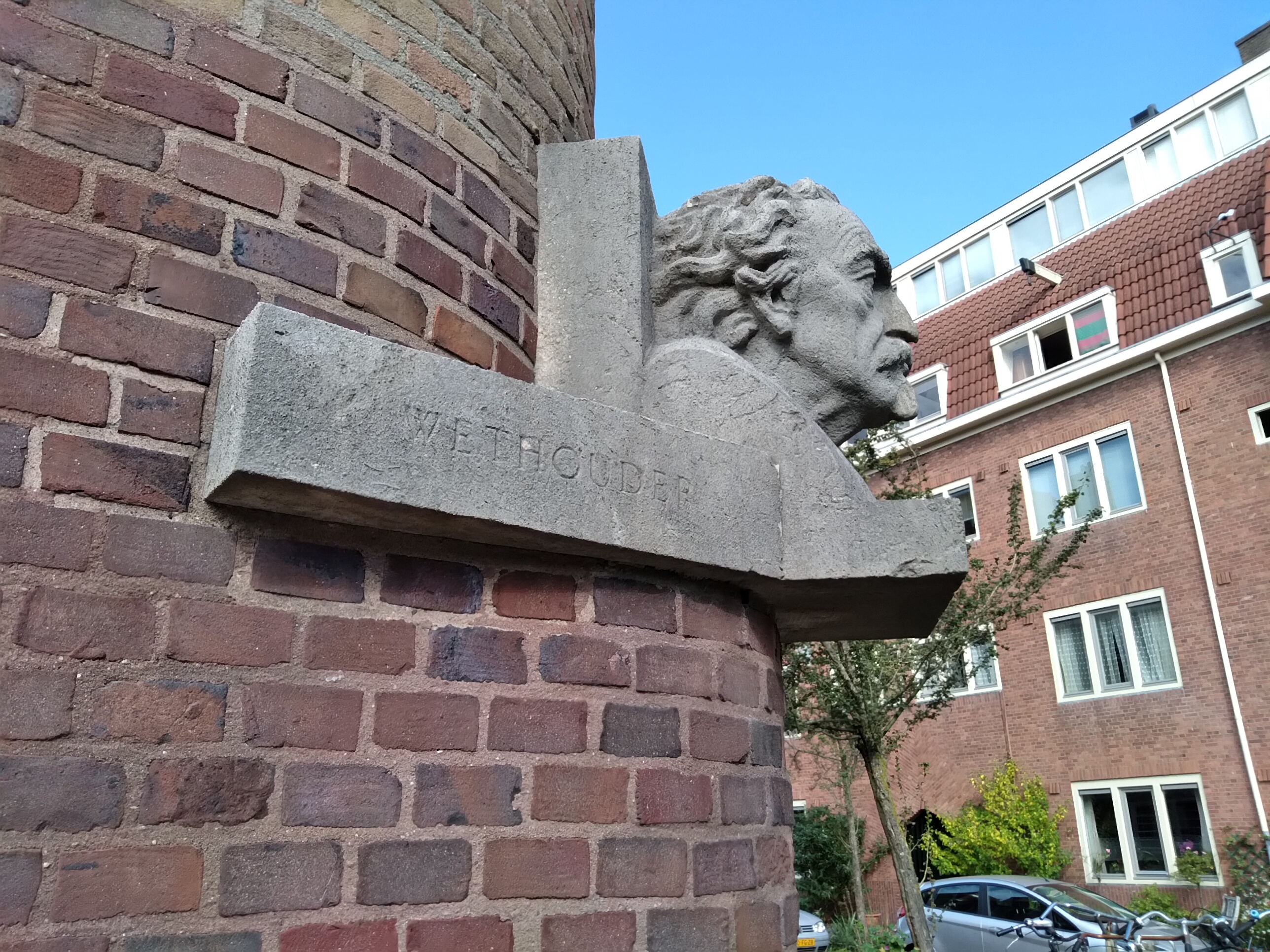
Wibaut in de rondingen van het gebouw (september 2020)